# ロバート・ガルビン
ロバート・ガルビン（Robert William Galvin 1922年10月9日 - 2011年10月11日）は、アメリカ合衆国の経営者。モトローラ会長兼最高経営責任者(CEO) を務めた。

## 略歴
1922年10月9日、アメリカ合衆国ウィスコンシン州生まれ。父は、ガルビン・マニュファクチャリング（現モトローラ）の創業者のポール・ガルビン。
1939年、父の会社に入る。1956年、モトローラ社長に就任。1959年から1986年まで、モトローラ最高経営責任者を務めた。また、日米財界人会議の米国側議長など多数の公職も歴任した。1990年にモトローラ会長を退任。
2011年10月11日、死去。89歳没。

## 受賞歴
- 1984年 - ワシントン賞
- 1993年 - バウアー賞ビジネスリーダーシップ部門
- 2000年 - IEEEファウンダーズメダル
- 2005年 - ヴァネヴァー・ブッシュ賞

## 著書
- 日本人に学び、日本に挑む - 私の履歴書 モトローラと日米ハイテク戦争（日本経済新聞出版社、日経ビジネス人文庫、2000年、ISBN 978-4-532-19018-7）